# Sally Brown
Sally Brown je mlađa sestra Charlija Browna iz stripa Peanuts Charlesa Monroa Schulza.
U stripu se pojavila 26. svibnja 1959. Ime "Sally" dobila je 2. lipnja 1959.
Sally Brown ima 6 godina. Kosa joj je poluduga i plava i nosi haljinicu, koja je uglavnom uglavnom ružičaste ili plavkaste boje. Često sjedi na okruglastoj sofi i gleda TV.
Ljeti je osobito lijena te gleda TV i jede brzu hranu. Zaljubljena je u bratova prijatelja Linusa.